# Velvyslanectví České republiky v Londýně
Velvyslanectví České republiky v Londýně je nejvyšší diplomatické zastoupení České republiky ve Spojeném království. Nachází se v Londýně na křižovatce Kensington Palace Gardens a Bayswater Road v budově bývalého Československého velvyslanectví v Londýně, kterou sdílí s Velvyslanectvím Slovenska.

## Historie
Velvyslanectví Československa se původně nacházelo na Grosvenor Place, než se v roce 1970 přestěhovalo do současného sídla.
Výstavba nové budovy v brutalistním slohu na tomto místě začala v roce 1965 podle plánů Jana Bočana, Jana Šrámka a Karla Štěpánského z ateliéru Beta Prague Project Institute. Stavba získala cenu od Královského institutu britských architektů za nejlepší budovu ve Spojeném království vytvořenou zahraničními architekty.
Po rozpadu Československa v roce 1993 byla budova rozdělena mezi Českou republiku a Slovensko.